# Saint-Prancher
Saint-Prancher ([sɛ̃ pʁɑ̃ˈʃe] ⓘ) ist eine französische Gemeinde mit 67 Einwohnern (Stand: 1. Januar 2022) im Département Vosges in der Region Grand Est (bis 2015 Lothringen). Sie gehört zum Arrondissement Neufchâteau (bis 2024 Épinal) und ist Mitglied im Gemeindeverband Communauté de communes de Mirecourt Dompaire. Die Bewohner werden Pancraciens und Pancraciennes genannt.

## Geografie

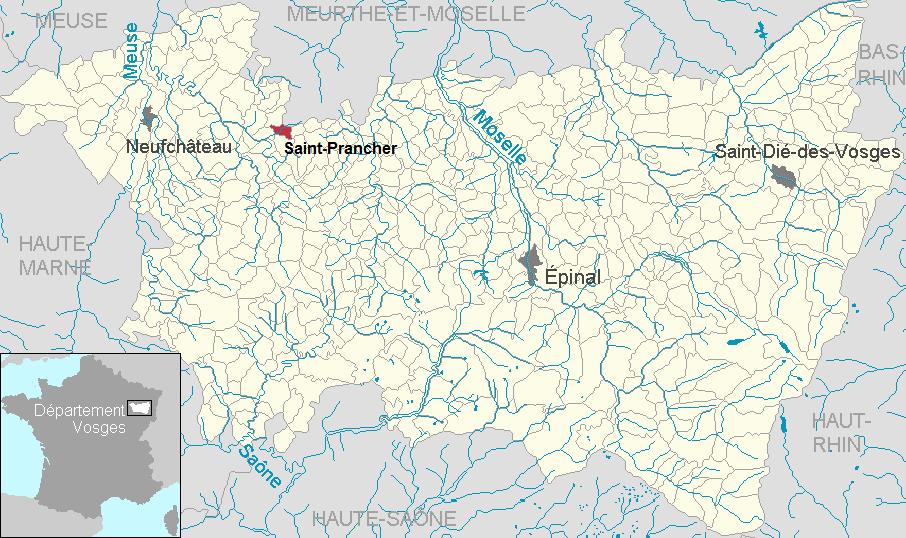
Lage der Gemeinde Saint-Prancher
im Département Vosges

Die Gemeinde Saint-Prancher liegt in der Landschaft Xaintois an der Grenze zum Département Meurthe-et-Moselle, etwa 40 Kilometer nordwestlich von Épinal und 38 Kilometer südlich von Nancy.
Das Relief des 4,41 km² umfassenden Gemeindegebietes ist wenig gegliedert. Im äußersten Nordwesten wird mit 385 m über dem Meer der höchste Punkt erreicht. Hier beginnen die sich nach Norden fortsetzenden Erhebungen, die Teil des Höhenrückens Colline de Sion mit dem markanten Turm Signal de Vaudémont (541 m) sind.
Das Gemeindeareal wird vom Ruisseau de Bicène und dessen Zufluss Le Saulnier Ruisseau zur Vraine im Einzugsgebiet der Maas entwässert. Charakteristisch für die Umgebung sind weite Getreidefelder. Kleinere Waldgebiete finden sich im Nordwesten (La Penot, Bois Colas) und Südosten (Bois de la Rochelle).
Nachbargemeinden von Saint-Prancher sind Aboncourt im Nordosten, Repel im Osten, Totainville im Südosten, Biécourt im Süden, Dommartin-sur-Vraine im Südwesten sowie Maconcourt im Nordwesten.

## Geschichte
Im Jahr 1287 taucht der Name Saint-Prancher erstmals in einem Text auf. Es handelt sich um eine Abwandlung von Sanctus Pankratius (St. Pankratius, römischer Märtyrer der frühen christlichen Kirche).
Während des Ancien Régime unterstand das Dorf dem Marquis de Bassompierre-Removille. Am Vorabend der Französischen Revolution teilten sich Herrschaften aus der Umgebung sowie die Ordensschwestern der Kongregation in Mirecourt und das Stift St. Gangolf (Collégiale Saint-Gengoult) in Toul den Grundbesitz in Saint-Prancher.
Der Zehnte ging zu zwei Dritteln an das Kapitel Remiremont und zu einem Drittel an den Pfarrer. Die Pfarrei, die auch das Nachbardorf Repel umfasste, gehörte zum Dekanat Poussay in der Diözese Toul.
In der Zeit der Französischen Revolution hieß das Dorf Saint Preucher.

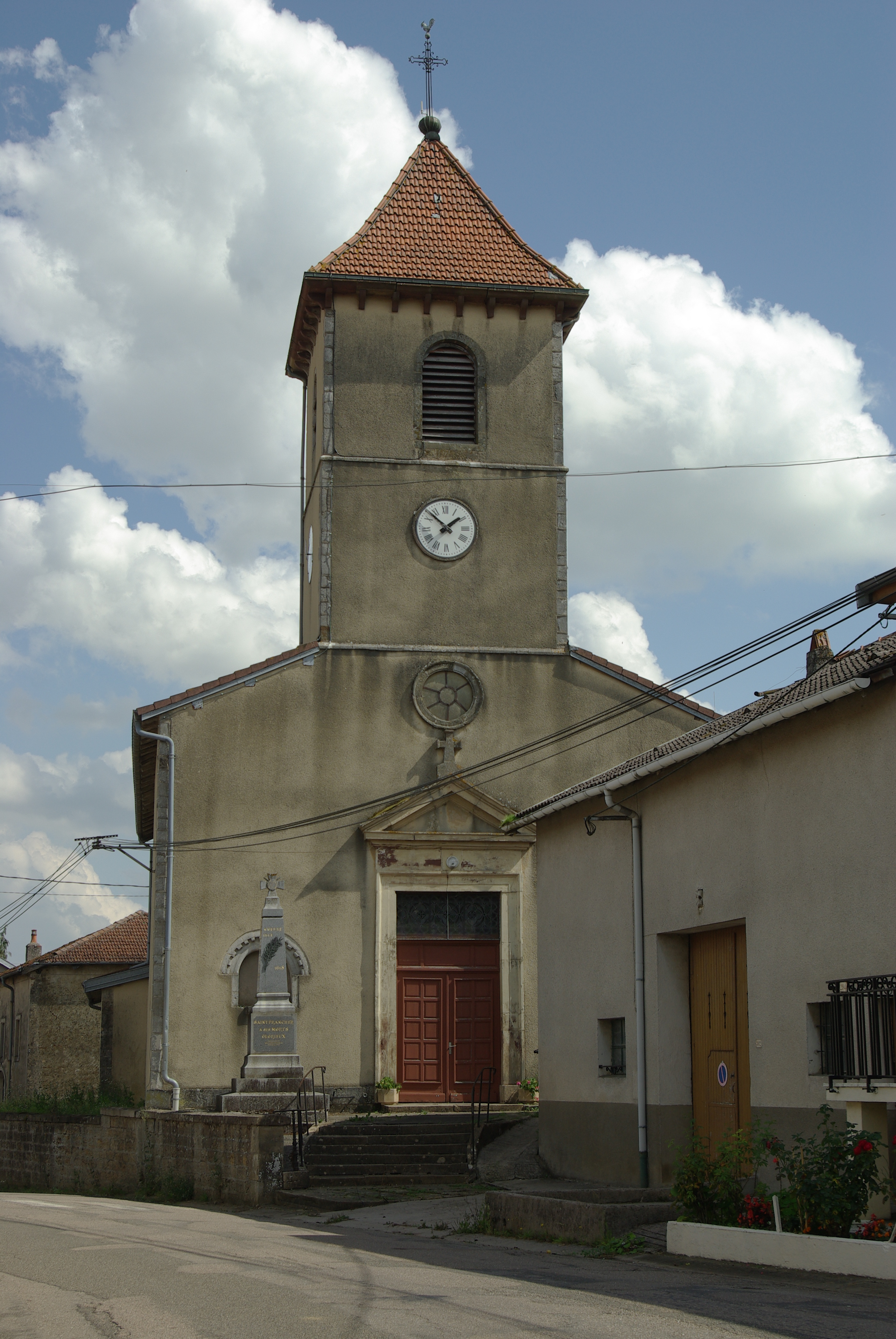
Kirche Saint-Pancrace

### Bevölkerungsentwicklung
| Jahr      | 1962 | 1968 | 1975 | 1982 | 1990 | 1999 | 2006 | 2015 | 2022 |
| Einwohner | 102  | 105  | 101  | 93   | 96   | 76   | 69   | 76   | 67   |

Im Jahr 1841 wurde mit 288 Bewohnern die bisher höchste Einwohnerzahl ermittelt. Die Zahlen basieren auf den Daten von cassini.ehess und INSEE.

## Sehenswürdigkeiten
- Kirche Saint-Pancrace
- alter Wasserturm im Wald südöstlich des Dorfes

## Wirtschaft und Infrastruktur
In der Gemeinde sind fünf Landwirtschaftsbetriebe ansässig (hauptsächlich Milchviehhaltung).
Saint-Prancher liegt abseits der überregionalen Verkehrsströme. Sechs Kilometer südlich des Dorfes verläuft die teilweise zweistreifig ausgebaute Departementsstraße 166, die von Épinal über Mirecourt nach Neufchâteau führt.

## Belege
1. ↑  Saint-Prancher auf vosges-archives.com (Memento des Originals vom 3. März 2016 im Internet Archive)  Info: Der Archivlink wurde automatisch eingesetzt und noch nicht geprüft. Bitte prüfe Original- und Archivlink gemäß Anleitung und entferne dann diesen Hinweis. (PDF-Datei, französisch; 106 kB)
2. ↑  Saint-Prancher auf cassini.ehess
3. ↑  Saint-Prancher auf INSEE
4. ↑  Landwirtschaftsbetriebe auf annuaire-mairie.fr (französisch)